# Simon Shnapir
Simon Shnapir (Moscú, URSS, 20 de agosto de 1987) es un deportista estadounidense que compitió en patinaje artístico, en la modalidad de parejas. Participó en los Juegos Olímpicos de Sochi 2014, obteniendo una medalla de bronce en la prueba de equipo.

## Palmarés internacional
| Juegos Olímpicos | Juegos Olímpicos | Juegos Olímpicos  | Juegos Olímpicos |
| Año              | Lugar            | Medalla           | Prueba           |
| ---------------- | ---------------- | ----------------- | ---------------- |
| 2014             | Sochi (Rusia)    | Medalla de bronce | Equipo           |